# John McEwen

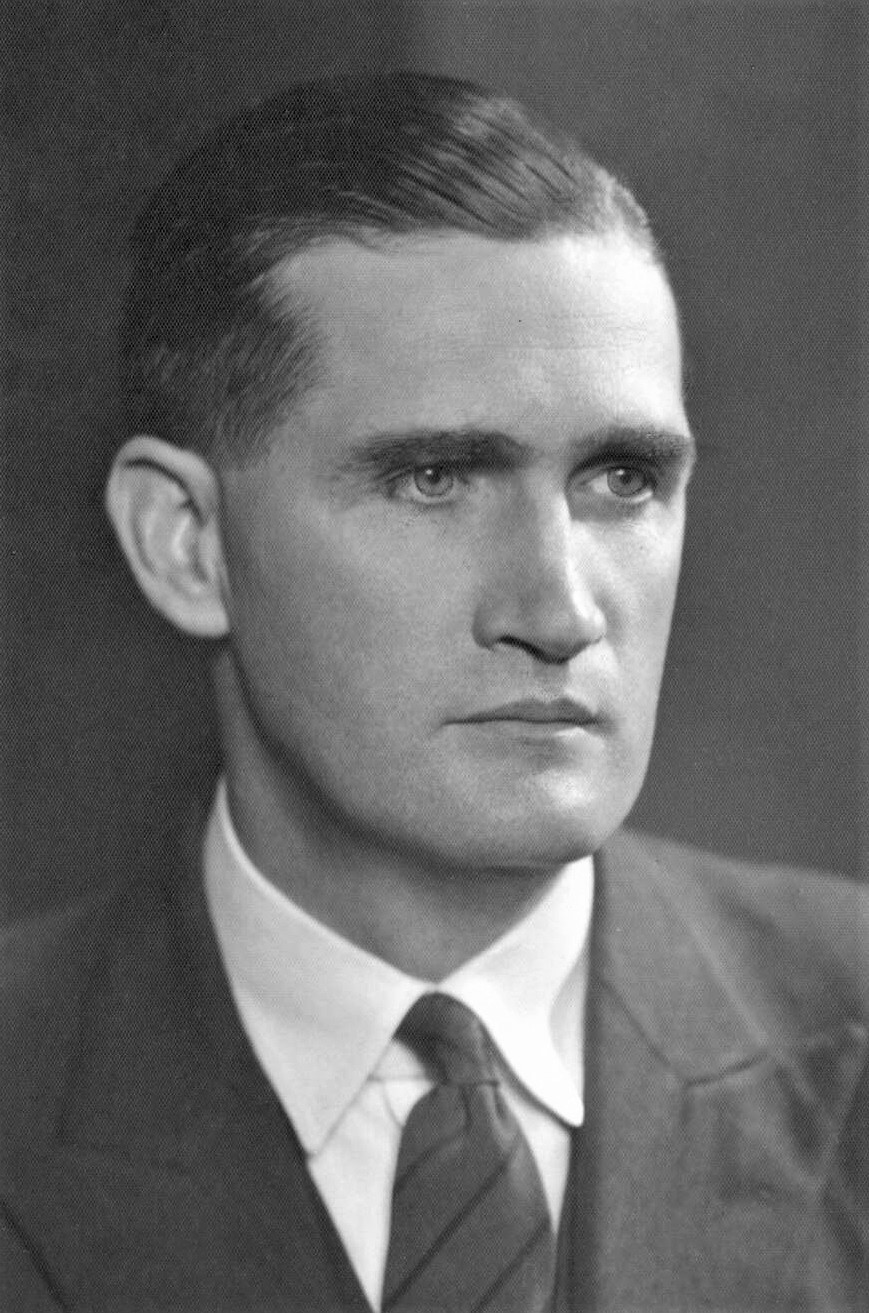
John McEwen in den 1930ern

Sir John McEwen GCMG, CH (* 29. März 1900 in Chiltern, Victoria; † 20. November 1980 in Melbourne, Victoria) war der 18. Premierminister Australiens. Seine Amtszeit dauerte insgesamt lediglich 32 Tage vom 19. Dezember 1967 bis zum 10. Januar 1968. Er war nie Oppositionsführer.

## Jugend und frühe Karriere
John McEwen war Sohn von Apotheker David McEwen und Amy McEwen, geb. Porter. Er hatte eine jüngere Schwester nach deren Entbindung die Mutter 1901 starb. Nachdem auch sein Vater im Jahre 1907 früh verstorben war, wurden beide Kinder von der Großmutter in Wangaratta aufgezogen. Dort besuchte er auch die Grundschule. 1913 musste er die Schule verlassen und anfangen zu arbeiten, um die Familie finanziell unterstützen zu können. Ein Jahr später zogen sie nach Melbourne, wo er sich die kommenden zwei Jahre neben der Arbeit in der Abendschule fortbildete. Mit 16 Jahren konnte er als Büroangestellter in der Kanzlei von Frederick Whitlam, dem Vater von Gough Whitlam, dem späteren 21. Premierminister Australiens arbeiten.
Sogleich mit Vollendung seines 18. Lebensjahres meldete er sich freiwillig zum Militärdienst und wurde schließlich am 9. August 1918 einberufen. Das Ende des Ersten Weltkrieges erlebte er in einem Ausbildungslager, auf die für ihn vorgesehene Verschiffung nach Frankreich wartend.
Nach seiner Entlassung wurde er Landwirt und konnte seine Farm erfolgreich betreiben und in den kommenden Jahren stark erweitern. 1924 verkaufte er diese ursprüngliche Farm und erwarb eine noch größere, welche er wiederum erst spät in seinem Leben veräußerte.
1919 trat er in die Victorian Farmers Union, einer Gewerkschaft für Landwirte ein, welche im folgenden Jahr die Country Party (CP) gründete. Zu dieser Zeit begann er, sich auch politisch zu engagieren.
Am 21. September 1921 heiratete er seine erste Frau Anne McLeod. Diese Ehe blieb kinderlos. Sie verstarb am 10. Februar 1967, noch bevor er Premierminister wurde.
Im Jahr 1932 trat er erfolglos als Kandidat für die Country Party (CP) bei den Wahlen zum Landesparlament von Victoria an. Schon zwei Jahre später konnte er allerdings am 15. September 1934 einen Wahlkreis bei den Wahlen zum australischen Repräsentantenhaus gewinnen. Er war seitdem für verschiedene Wahlkreise ununterbrochen bis zum 1. Februar 1971 Parlamentsmitglied. Wenige Tage später ging er in Rente.
Zwischen 1937 und 1941 leitete er diverse Ministerien unter vier verschiedenen Premierministern: Von 1937 bis 1939 unter Joseph Lyons, Earle Page und Robert Menzies war er Innenminister, wurde 1940 Außenminister und wechselte im Oktober 1940 in die Ministerien für Zivile Luftfahrt und für Luftwaffe. Dort blieb er bis 1941 im Kabinett Menzies und Arthur Fadden, bevor er wie seine Partei in die Opposition gehen musste.
Im Jahre 1940 bewarb sich John McEwen erfolglos um den Vorsitz der Country Party (CP) nachdem der bisherige Parteichef Archie Cameron als Konsequenz aus den Parlamentswahlen vom 21. September zurücktrat, welche mit hohen Mandatverlusten für die Partei verbunden waren. Da sich bei der Abstimmung eine Pattsituation mit seinem Gegenkandidaten Earle Page ergab, wurde letztlich Arthur Fadden als Kompromisskandidat zum Vorsitzenden bestimmt. Nach weiteren für die Country Party (CP) verheerend verlaufenen Parlamentswahlen im August 1943 wurde John McEwen zum stellvertretenden Parteivorsitzenden gewählt. Erst im Jahre 1958 übernahm er am 28. März schließlich den Parteivorsitz von Arthur Fadden, welchen er bis zum 5. Februar 1971 innehatte.
Nach den Parlamentswahlen vom 10. Dezember 1949 konnten die konservativen Parteien Australiens wieder eine Regierung bilden und so leitete John McEwen seitdem unterbrochen bis zu seinem Renteneintritt am 5. Februar 1971 unterschiedliche Ministerien. Abgesehen von seiner eigenen, wenn auch kurzen Zeit als Premierminister, diente er während dieser Zeit unter drei verschiedenen Premierministern.

## Premierminister
John McEwen verdankt seine kurze Amtszeit als Premierminister dem Umstand, dass sein Vorgänger im Amt, Harold Holt, Parteivorsitzender der größeren Regierungspartei Liberal Party (LP) ohne designierten Nachfolger in seinem Amt als Parteivorsitzender verstarb. Er gab vor seiner Vereidigung das Versprechen ab, dass er zurücktreten werde, sobald der Koalitionspartner einen neuen Parteivorsitzenden bestimmt hat. Demgemäß trat er von seinem Amt zurück, nachdem die Liberal Party (LP) am 10. Januar 1968 John Gorton zum Parteichef gewählt hatte.
Da seine Amtszeit zudem in die sitzungsfreie Zeit des Parlaments fiel, konnte John McEwen als Premierminister keinerlei Einfluss auf die australische Politik nehmen. Seinem Kabinett blieb lediglich die Aufgabe die Beerdigungsfeierlichkeiten für seinen Vorgänger vorzubereiten wie durchzuführen.

## Spätere Jahre
Unter Premierminister John Gorton wurde John McEwen offiziell zum Vizepremierminister ernannt. Auch blieb er weiterhin Minister in dessen Kabinett. Am 26. Juli 1968 heiratete er seine zweite Frau Mary Byrne, die zuvor seine persönliche Sekretärin war. Auch diese Ehe blieb kinderlos. Im Februar 1971 gab er seinen Parlamentssitz, den Parteivorsitz der Country Party (CP) und alle weiteren politischen Ämter auf und ging daraufhin in Rente. Im selben Jahr wurde er in London von Königin Elisabeth II. zum Knight Grand Cross des Order of St. Michael and St. George ernannt. 1975 verkaufte er seine Farm und zog endgültig nach Melbourne, wo er am 20. November 1980 starb.